# Temprana (manzana)
Temprana es el nombre de una variedad cultivar de manzano (Malus domestica). Esta manzana es originaria de Galicia, está cultivada en la colección de árboles frutales y banco de germoplasma de Mabegondo con el N.º 227; ejemplares procedentes de esquejes localizados en San Xoán de Meavía, parroquia del municipio de Forcarey (Pontevedra).

## Sinónimos
- "Manzana Temprana",[4][5]
- "Maceira Temprana".

## Características
El manzano de la variedad 'Temprana' tiene un vigor elevado. Tamaño grande y porte erguido.
Época de inicio de brotación a partir del 14 de abril y de floración a partir de 4 de mayo.
Las hojas tienen una longitud del limbo de tamaño medio, con la máxima anchura del limbo media. Longitud de las estípulas es corta y la máxima anchura de las estípulas es desconocido. Denticulación del borde del limbo es ondulado, con la forma del ápice del limbo acuminado y la forma de la base del limbo es obtuso. Con subestípulas ausentes.
Sus flores tienen una longitud de los pétalos corta, anchura de los pétalos es media, disposición de los pétalos en contacto entre sí, con una longitud del pedúnculo media.
La variedad de manzana 'Temprana' tiene un fruto de tamaño medio, de forma plana-globosa, de color bicolor, con chapa a rayas, e intensidad media. Epidermis de textura suave sin pruina en su superficie, y con presencia de cera débil. Sensibilidad al "russeting" (pardeamiento áspero superficial que presentan algunas variedades) muy poco sensible. Con lenticelas de tamaño pequeño.
Los sépalos están dispuestos de forma variable, superpuestos en su base; fosa calicina poco profunda de una anchura estrecha. Pedúnculo de grosor medio y de longitud medio, siendo la cavidad peduncular de una profundidad poco profunda y su anchura es estrecha. Con pulpa de color blanco, de firmeza es intermedia y textura intermedia; su jugosidad es jugosa con sabor de acidez media-baja, su dulzor es dulce, y aromática anisado.
Época de maduración y recolección a partir del 28 de agosto. 'Temprana' es una manzana que se utiliza como fruta de mesa.

## Susceptibilidades
- Oidio: ataque débil
- Moteado: no presenta
- Raíces aéreas: no presenta
- Momificado: no presenta
- Pulgón lanígero: ataque débil
- Pulgón verde: ataque medio
- Araña roja: no presenta
- Chancro del manzano: no presenta[3]